# Александре Басілая
Олександр Олександрович Басілая (груз. ალექსანდრე ბასილაია; 11 березня 1942, Тбілісі — 3 жовтня 2009, Німеччина) — грузинський композитор, заслужений діяч мистецтв Грузинської РСР, беззмінний художній керівник ансамблю «Іверія», автор таких відомих мюзиклів, як «Аргонавти» (1982), «Весілля сойок» (1980), «Піросмані» (1996).
Він працював над музикою до кінофільмів і мультфільмів, а пісні, автором яких він був, виконували Нані Брегвадзе, Вахтанг Кікабідзе, Йосип Кобзон і Лариса Доліна.
Почесний громадянин Тбілісі (2002).

## Музика до фільмів
- 1978 — «Молодша сестра»
- 1984 — «Чиора»
- 1984 — «Весілля сойок»
- 1986 — «Сувенір»
- 1986 — «Весела хроніка небезпечної подорожі»
- 1987 — «Острів загиблих кораблів»